# Pierre Vidal (Politiker)
Pierre François Vidal (* 27. Juli 1906 in Mérida, Mexiko; † 2. Juli 1967 in Toulouse) war ein französischer Unternehmer und Politiker in Französisch-Westafrika.

## Leben
Pierre Vidals Eltern Pierre und Joséphine Vidal stammten aus Rivesaltes in Südfrankreich. Er selbst leistete von 1926 bis 1928 seinen Militärdienst bei den Französischen Streitkräften und wanderte 1932 nach Französisch-Westafrika aus, wo er zunächst in der Hauptstadt Dakar lebte. 1936 machte er sich als Unternehmer in Gao selbstständig. Er galt dort als bedeutender Wirtschaftstreibender, der zwischen 1200 und 2000 Arbeitnehmern beschäftigte. Vidal wurde 1946 in den Generalrat von Französisch-Sudan gewählt, dem er bis 1952 angehörte. Er besaß das Bau- und Transportunternehmen Entreprises Vidal in Niamey, der Hauptstadt des damaligen französischen Überseegebiets Niger. Bei den Wahlen zur Territorialversammlung in Niger 1952 wurde er für die konservative Partei Union unabhängiger Nigrer und Sympathisanten (UNIS) ins Parlament des Überseegebiets gewählt. Im darauffolgenden Jahr wählte ihn die Territorialversammlung zu ihrem ersten Vizepräsidenten. Vidal war einer von mehreren Politikern, welche die UNIS verließen und mit der Nigrischen Fortschrittlichen Union (UPN) zu einer neuen Partei, dem Nigrischen Aktionsblock (BNA), fusionierten. Der BNA wiederum verschmolz bald mit der Nigrischen Demokratischen Union (UDN) zur Partei Sawaba unter dem Vorsitz von Djibo Bakary.
Vidal verfehlte bei den Wahlen zur Territorialversammlung in Niger 1957 den Wiedereinzug ins Parlament. Gemeinsam mit Issoufou Saïdou Djermakoye führte er eine Rebellion unzufriedener Ex-BNA-Mitglieder im Sawaba an, die eine Annäherung an die Nigrische Fortschrittspartei (PPN-RDA) suchten. Vidal und Djermakoye hofften, Neuwahlen erzwingen zu können, die ihnen eine Rückkehr in die Territorialversammlung ermöglichen sollten. Schließlich bot Bakary Vidal einen Ministerposten an. Als Gegenleistung stimmte Vidal zu, die abtrünnigen Parteimitglieder zurückzubringen. Zudem war die finanzielle Unterstützung des wohlhabenden Unternehmers im Interesse der Partei. Pierre Vidal wurde folglich am 24. Mai 1957 Gesundheitsminister in der ersten eigenen Regierung des Überseegebiets Niger. Der Franzose Paul Bordier, der Gouverneur Frankreichs in Niger, war von Amts wegen Regierungschef und Djibo Bakary stellvertretender Regierungschef. Neben Bordier und dem Unterrichtsminister Robert Fréminé war Vidal das einzige Regierungsmitglied aus Metropolitan-Frankreich. Beim Verfassungsreferendum in Niger 1958 hätte eine Ablehnung der Verfassung der Fünften Französischen Republik die sofortige Unabhängigkeit Nigers bedeutet. Der Sawaba war für ein Nein, der PPN-RDA für ein Ja. Vor dem Referendum, Mitte September 1958, schickte Bakary zwei Sawaba-Politiker, darunter Vidal, nach Paris. Sie sollten vermitteln, dass ein Nein keine Sezession bedeuten müsste, sondern auf eine vertraglich geregelte Zusammenarbeit zwischen Niger und Frankreich hinauslaufen könnte. Die Delegation wurde nicht zu  Staatspräsident Charles de Gaulle vorgelassen. Bakary hielt an seinem Nein fest. Am 20. September 1958 erklärten die beiden französischen Minister, Vidal und Fréminé, ihren Rücktritt aus der nigrischen Regierung. Für die Sawaba-Kampagne bedeutete dies auch den Verlust von Vidals Unterstützung durch Geld und Fahrzeuge. Das Referendum ging mit einer Zustimmung zur Verfassung aus. Dies läutete den Niedergang des Sawaba ein.

## Ehrungen
- Ritter der Ehrenlegion
- Ritter des Nationalordens Nigers[1]